# سيد علي باشا
سيد علي باشا (بالتركية: Ispartalı Seyyid Ali Paşa)‏ كان الصدر الأعظم للدولة العثمانية في الفترة ما بين 5 يناير 1820 حتى 21 أبريل 1821.